# ブレザー

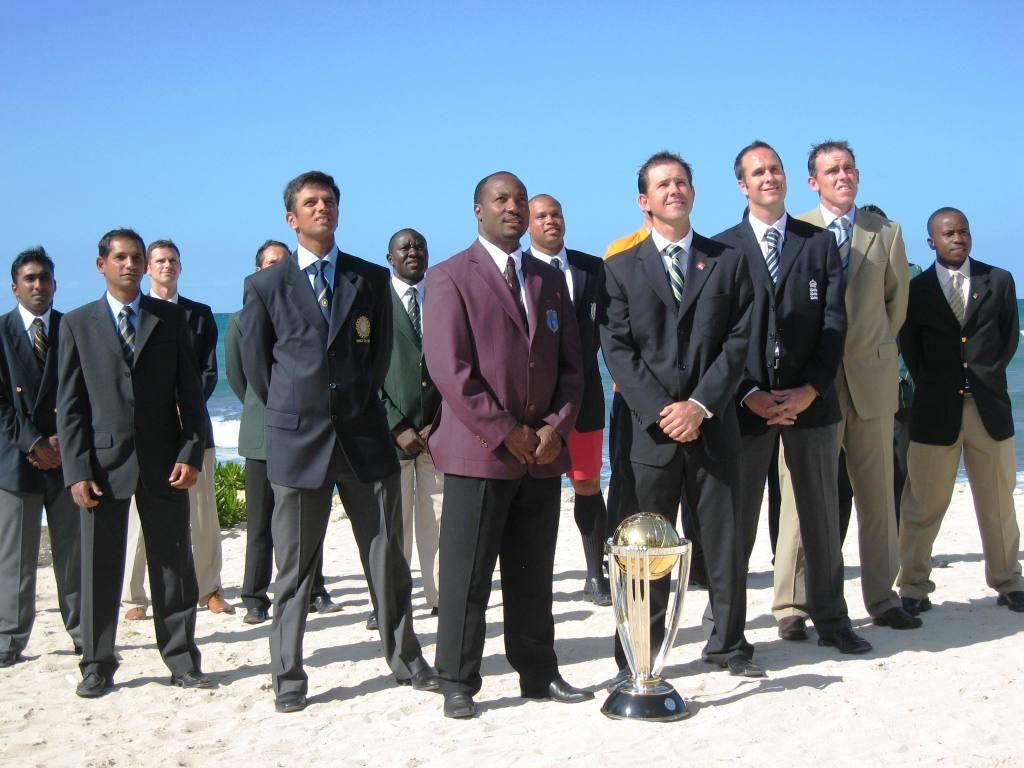
クリケットチームのブレザー

ブレザー（英: blazer）は、上着・ジャケットの一種。形状により「リーファージャケット」(reefer jacket) または「スポーツ・ジャケット」(sports jacket) とも呼ばれる。金属製のシャンクボタンや左胸のパッチポケットに貼り付けられたエンブレムなどが特徴として挙げられるが、現在の欧米ではこれらの特徴がないテーラードタイプの上着もブレザーと称する。
生地は耐久性のあるウール（ウールサージ）が多いが、綿や革製などのものも存在する。色は紺系統または黒のものが多いが、原色系を含むさまざまな色やストライプなどの柄が入ったものもある。フォーマルに着られるもの、学校や航空会社などの制服には紺系統または黒のものが多く、カジュアルなものやスポーツクラブの制服には派手な色や柄のものが多く見られる。

## 概要

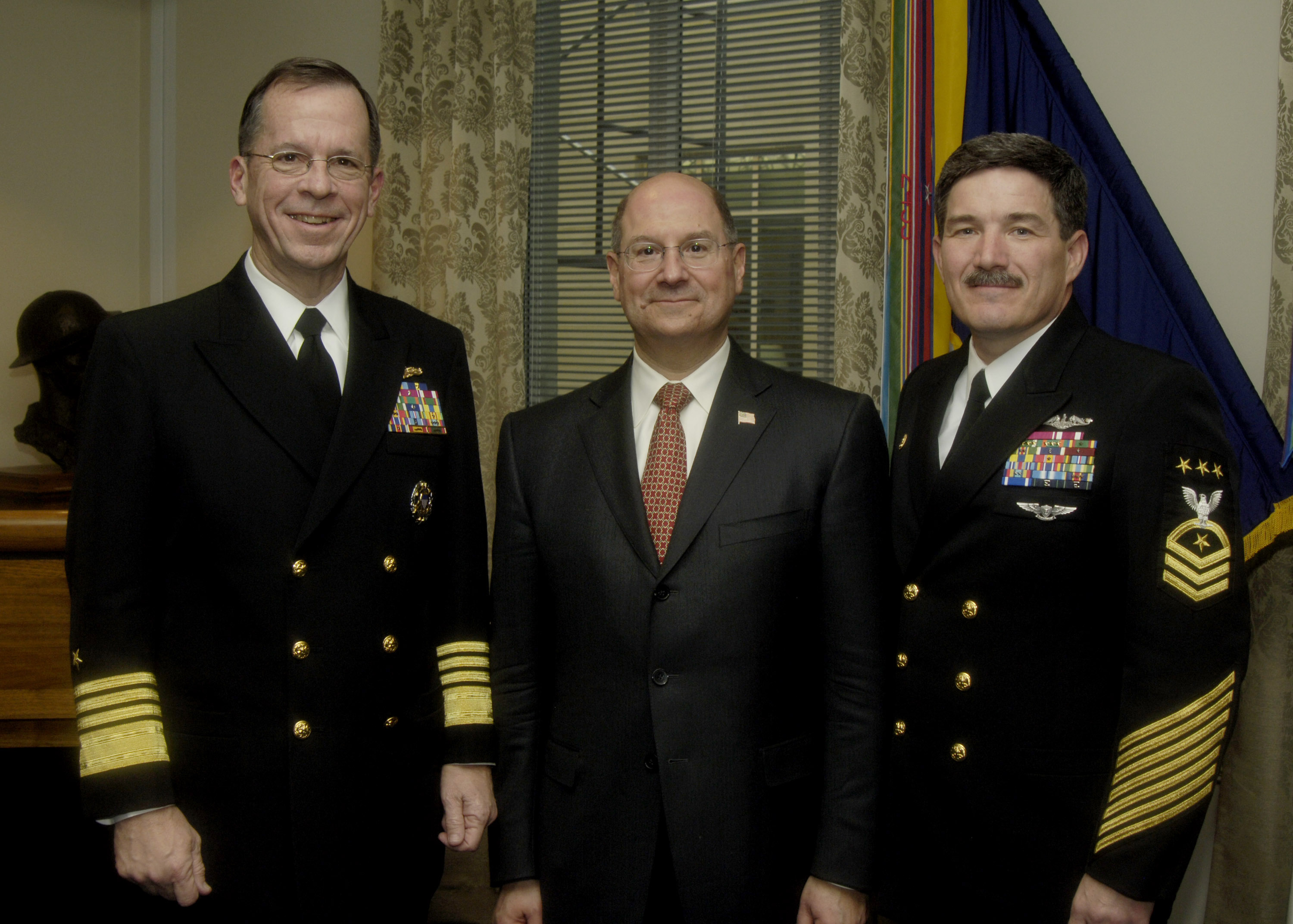
リーファージャケットの制服。マイケル・マレンアメリカ海軍大将（左）と最先任上級兵曹長（右）

学校、航空会社、ヨットクラブ、セキュリティ会社、スポーツ大会に出場する選手団の制服として多く用いられる。いずれも目的はスタイルによる視覚的な統一性の向上にある。アイビーファッションでは基本アイテムとして、礼装からカジュアルまでさまざまな着方がされている。

### 種類
前合わせがシングルのものとダブルのものに大別される。これらは起源も異なり、別のタイプの上着が同じブレザーという名前で呼ばれるようになったと考えられている。
スポーツ・ジャケットと呼ばれるのは一般的にシングルのものである。胸にエンブレムが付くことが多く、明るい色調のものも多く見られる。
リーファージャケット（ネイビーブレザー）は金属製シャンクボタンのダブル形式で、左胸にウェルトポケット、腰に切り込み式のフラップポケットが付く。色は濃紺または黒で、一部に白のものが見られる。世界中のほとんどの海軍および沿岸警備隊に制服として採用されており、日本でも海上自衛隊や海上保安庁が同様のジャケットを採用している。

## 起源
ブレザーの起源には2つの説があり、それぞれのタイプのブレザーとなったと考えられる。

### シングルタイプ
モーニングコートから変化した、クリケットやテニス用のジャケットから来ていると考えられている。
1829年、ケンブリッジ大学とオックスフォード大学のほぼ中間にあるテムズ川において、初めて両校対抗のレガッタによるボートレースが開催された。その際、ケンブリッジ大学セント・ジョンズ・カレッジのボート部「レディ・マーガレット・ボート・クラブ」の漕ぎ手たちが、母校のカレッジカラーである燃えるような赤（blazing red、blazeは炎の意）のフランネルのジャケットを着用していたことがブレザーの起源と言われる。これがシングルタイプの起源とされる。
それはボート部員が防寒用に着用するゆるめのフランネルジャケットで、どのボートクラブも遠方からでもすぐ認識できるように派手な色やストライプ柄を用いていた。同カレッジの赤いジャケットは「ジョニアン・ブレザー」(ジョニアンは同校学生の意)と呼ばれ、次第に「ブレザー」と一般用語化していったと言われる。19世紀半ば頃にはボート部員だけでなく、クリケット、ラグビー、サッカー部でも着用するようになり、チャールズ・ディケンズ編纂の1885年の辞書にも、「正式なクラブカラーを使用した運動部員用のフランネル・ジャケットをブレザーと言う。レディ・マーガレット・ボート・クラブの赤いジャケットから来たと思われる」とある。1890年までにはフランネルのルーズフィットなカジュアルジャケット一般（当時は大体派手な色）をブレザーと称するようになり、20世紀に入るとアメリカのアイビーリーグの大学もブレザーを採用するに至った。

### ダブルタイプ
前合わせがダブルの上着の起源はポーランド騎兵の服装であり、乗馬の際に風が入らないように前合わせがダブルとなったと言われており、18世紀には広く軍服に使われるようになった。19世紀初頭にはプロイセン軍の軍服であったプルシアンブルーのフロックコートがイギリスに広まり、色が更に濃い色調となった。そして、イギリス海軍の将校用制服にも開襟でネービーブルーのフロックコートが採用された。
このイギリス海軍将校のフロックコートを動きやすいように丈が短くしたものが士官候補生（俗称：リーファー）用の制服となり「リーフィングジャケット」、そして「リーファージャケット」と呼ばれるようになった。現在一般に着用されているリーファージャケットにも金属製のシャンクボタンが付いているのは軍服であった名残であるとされている。
このタイプの語源は、イギリス海軍の軍艦ブレザー号（HMS Blazer）であると考えられている。ブレザー号のJ.W.ワシントン艦長がジャケットを揃え、全乗組員が着用した。そして、これを見た他の艦でも制服を誂えることが流行した。
色に関しては、ブルー一色説とストライプ説があり、はっきりしないが、イギリス政府のサイトでは、ネイビーブルーと白のストライプのガーンジーと呼ばれるニットジャケットであったとされている。
乗組員の制服を揃えたのは1837年にヴィクトリア女王の観閲を受けた際であったという説もあるが、イギリス海軍公式サイトにある“BLAZER”の項では1845年であったとされており、水兵の制服が正式に導入されたのが1850年代（1853年や1857年の説がある）であることから、この方が説得力があるとする指摘もある。

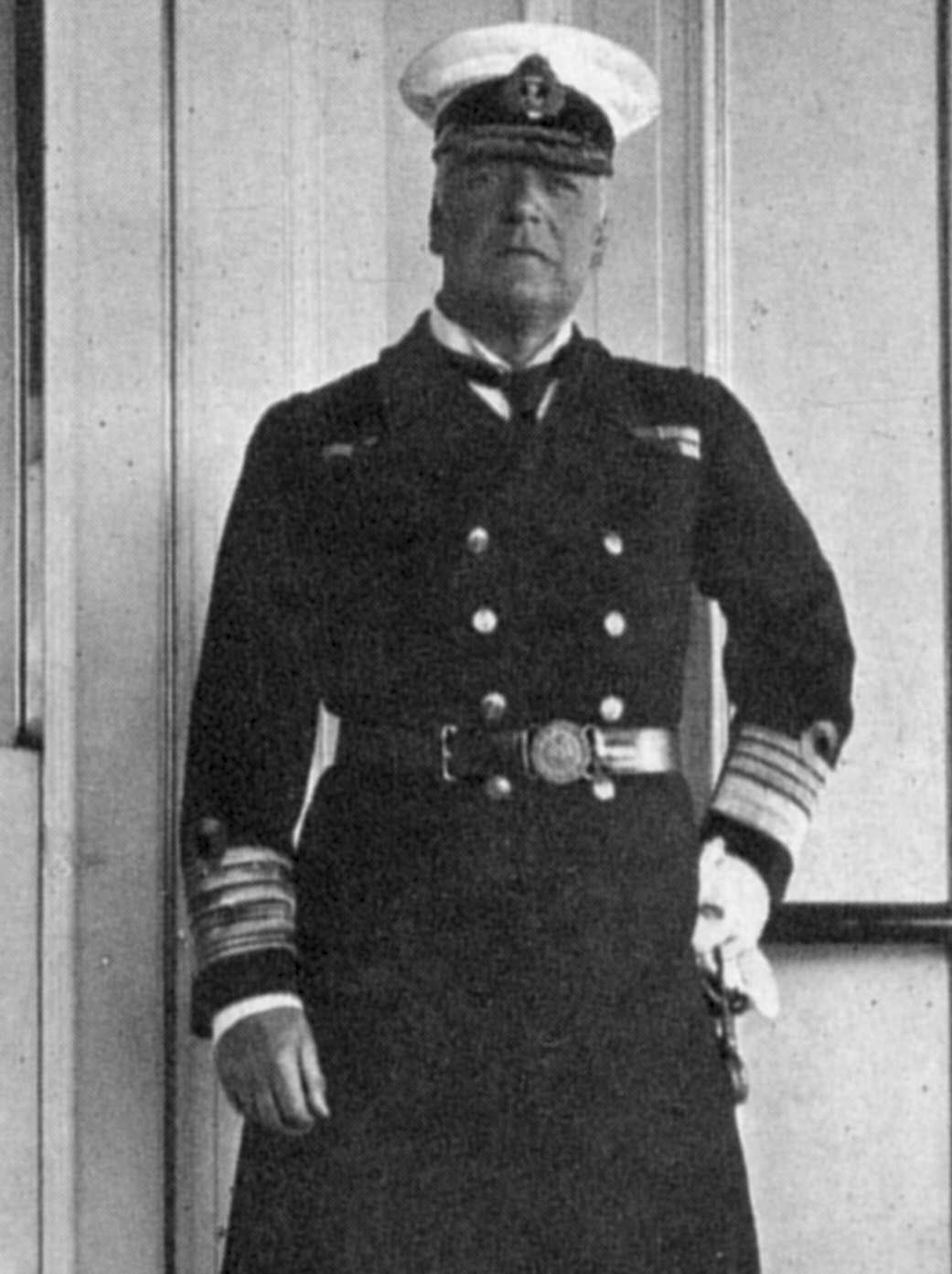
イギリス海軍士官のフロックコート。
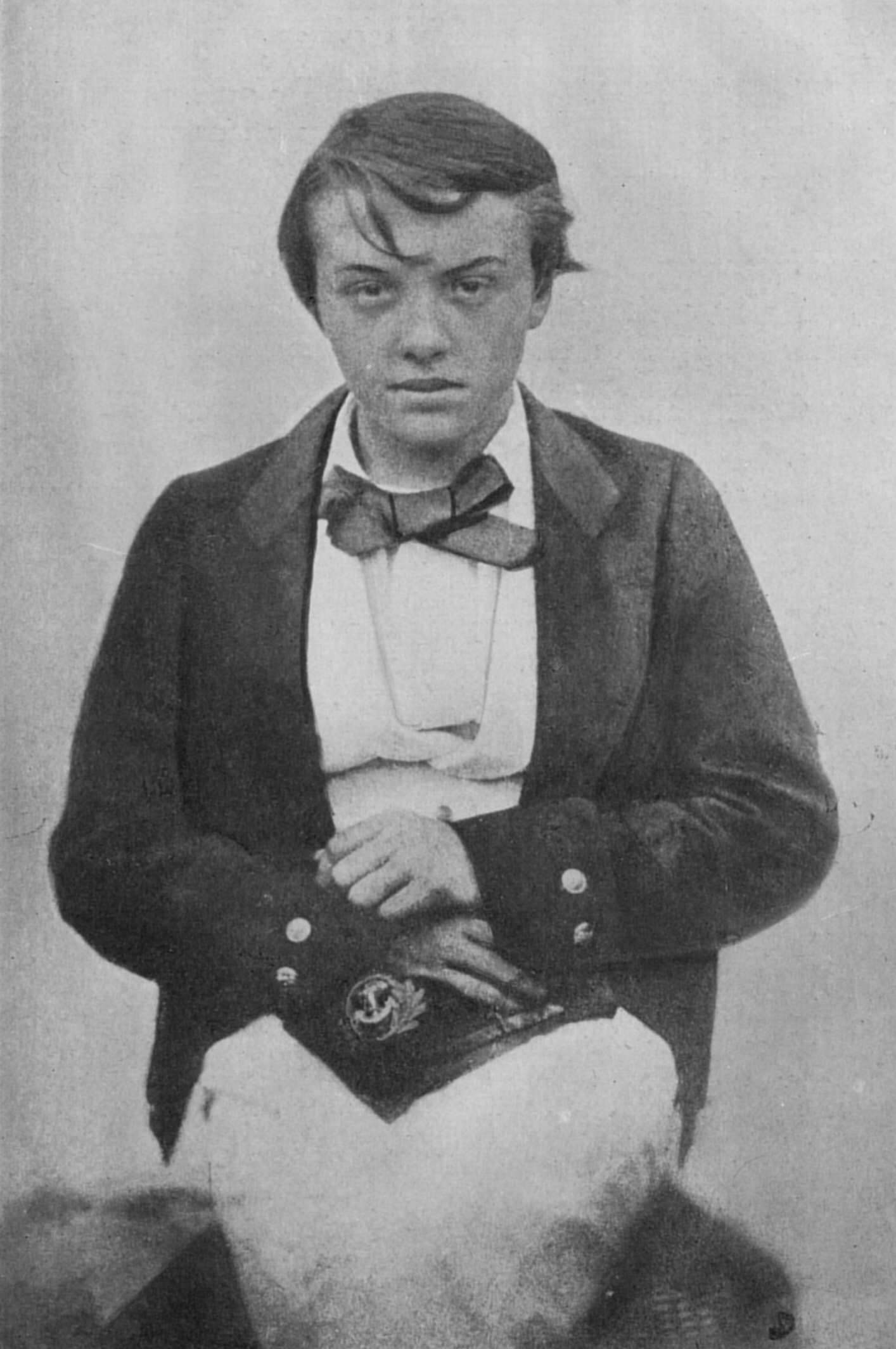
1850年代後半のイギリス海軍士官候補生。
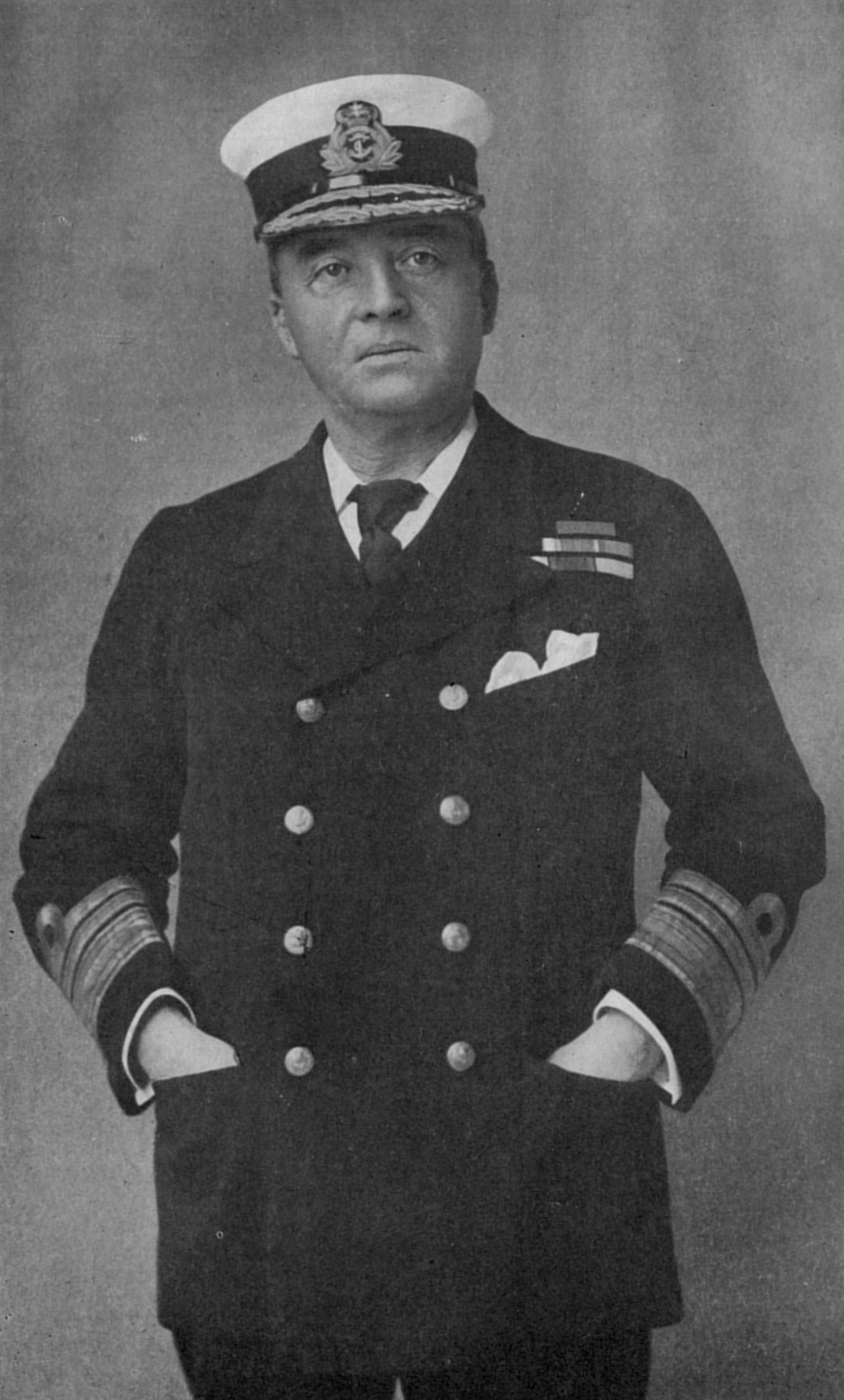
イギリス海軍士官のリーファージャケット（1900年頃）。

## 各部の特徴

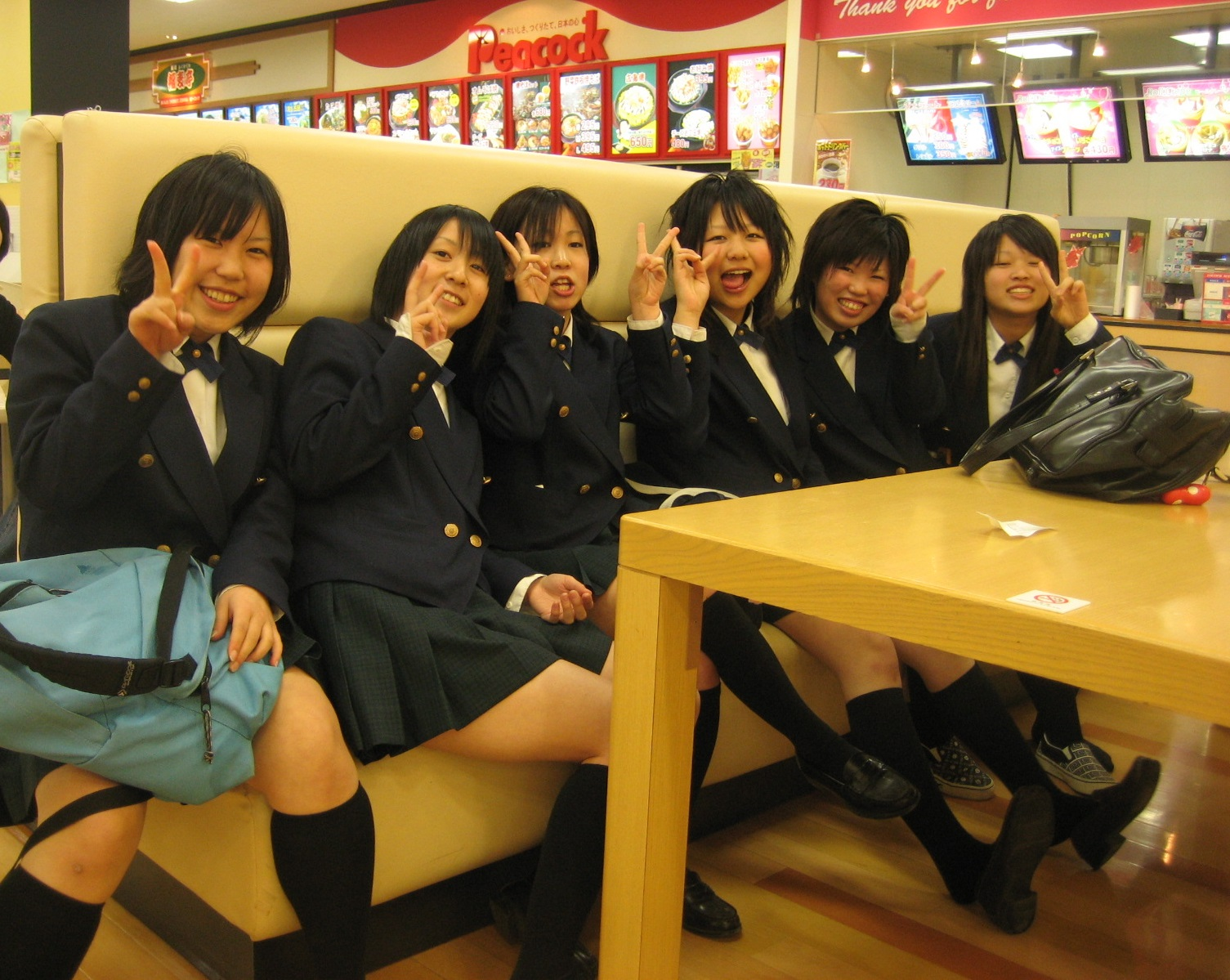
日本の女子高生の制服。紺色で金色のシャンクボタンだが、合わせはシングルとなっている。

### 胸ポケット
シングルの場合、左胸のポケットはフラップのないパッチポケットが多い。縁取りされたりする場合もある。エンブレムが取り付けられたり、刺繍が施されたりすることがある。
ダブルのものはウェルトポケットが一般的である。

### エンブレム
制服の場合、所属組織のエンブレムが付けられている例が多く見られる。

### ボタン
シャンクボタンは金属製で金、銀などのメッキが施される場合が多いが、中にはプラスチック製のものもある。
ボタンの数は2つか3つが一般的である。3つボタンの場合は中ひとつ掛け、2つボタンの場合は上ひとつ掛けが多い。リーファージャケットの場合は3段または4段が一般的である。

### 襟
通常は襟があるが、聖光学院のように襟がないスタイルのものごく一部ながら存在する。

### 色
リーファージャケットは濃紺または黒のものがほとんどだが、スポーツクラブの制服やカジュアルなものにはさまざまな色やストライプなどの柄物がある。制服として組織のスタイルを統一するためにも用いられる場合、用いられる色は非常に重要である。ブレザーの配色にはナショナル・カラー、スクール・カラー（例：園芸高校での緑ブレザー）などの所属する組織を体現する色が用いられることもある。

## ボトムスやトップスとのあわせ方

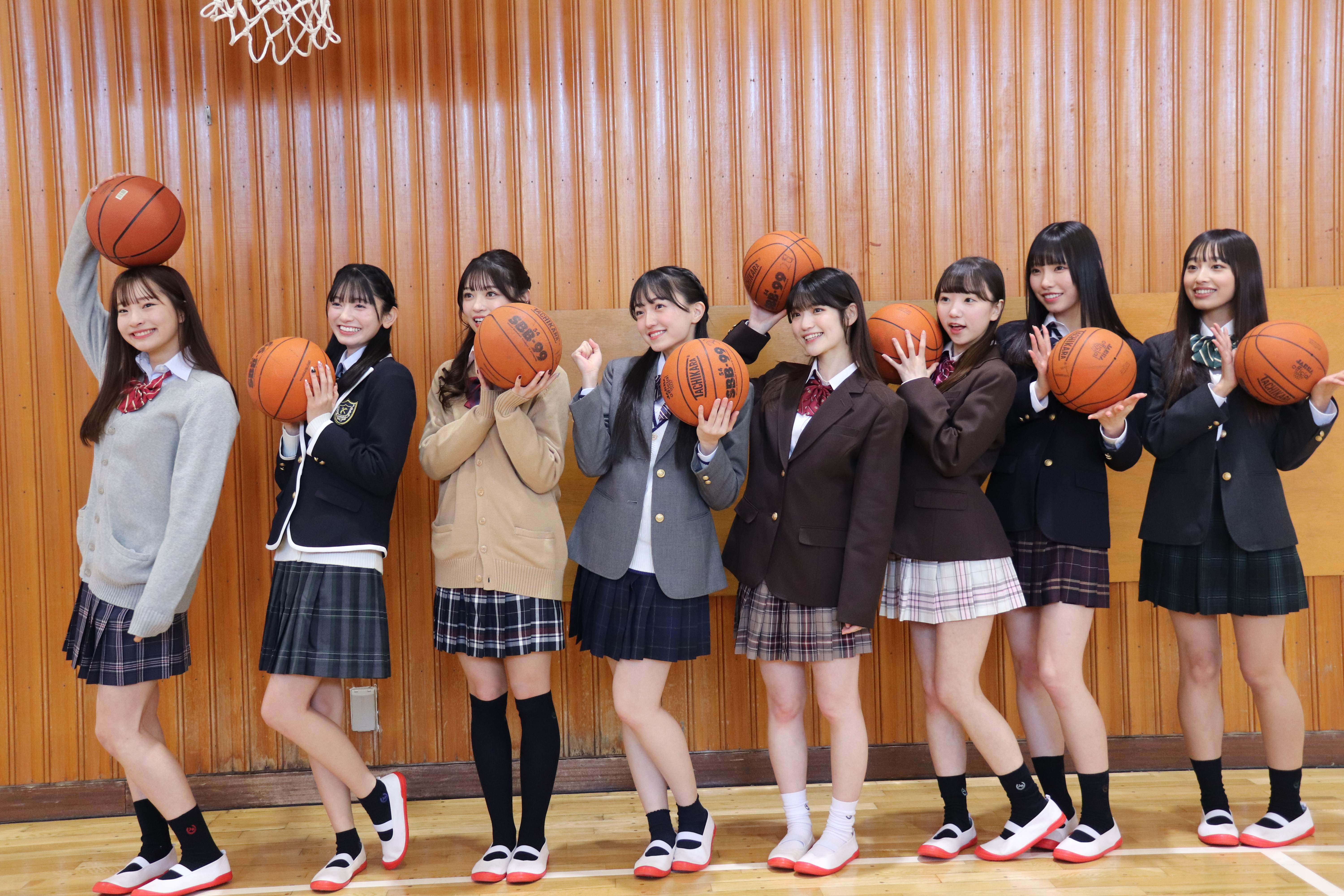
スカートと合わせられたさまざまなブレザー（2024年撮影）

ブレザーはユニフォームとして用いられる場合には、これに合わせるボトムスも統一されたものとなることが多い。大抵の場合スラックスである場合が多いが、チノ・パンツ、半ズボンやハーフパンツで合わせる場合もある。女性においてはスカートで合わせる場合もある。
制服として用いられるのは通常ワイシャツやブラウスだが、ポロシャツを採用する制服も存在する。海外のパーティではネクタイやリボン以外にも蝶ネクタイやクロスタイ、アスコットタイ。靴もローファーなどの革靴をはじめブーツ、スニーカーなど多数の組み合わせを用いている。

## 審判ブレザー
アメリカのメジャーリーグや日本のプロ野球、アマチュア野球の審判員が着用するブレザーは現在は色が濃紺でサイドベンツ、ズボンはグレーが一般的。左胸のパッチポケットにリーグのエンブレムが付く。メジャーリーグでは1970年代にワインレッドのブレザーとパンツが着用され、日本のプロ野球でもパ・リーグが1978年シーズン途中から1992年までは青のブレザーとズボンを着用したことがあった。
そのほかの機能としては、両肩がノーフォーク仕様で両ポケットがボール袋を兼ねて大型に設計されていることである。以前は背バンドが入っていたが、現在は入っていないのが主流である。また、ブレザー全体に撥水加工が施された物もある。
しかし、現在の野球試合ではブレザーを着用して裁くことは少なくなり、専ら塁審、外審はブルゾン（ジャンパー）を着用しての審判で、球審だけ半袖シャツかブレザーというのが主流である。

## ブレザーの一覧

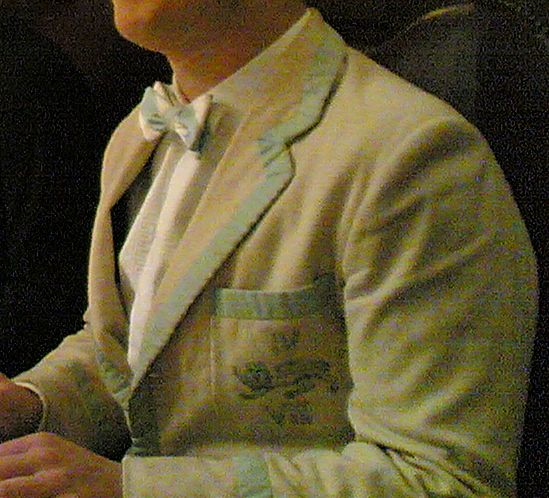
蝶ネクタイを合わせた例画像
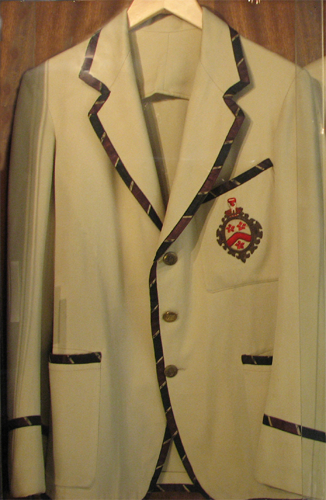
色柄物のブレザー
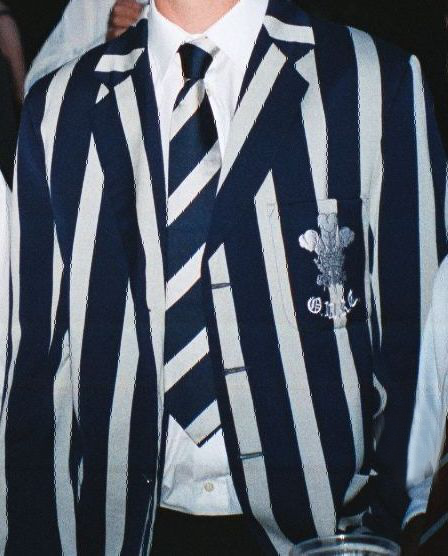
ストライプのブレザー
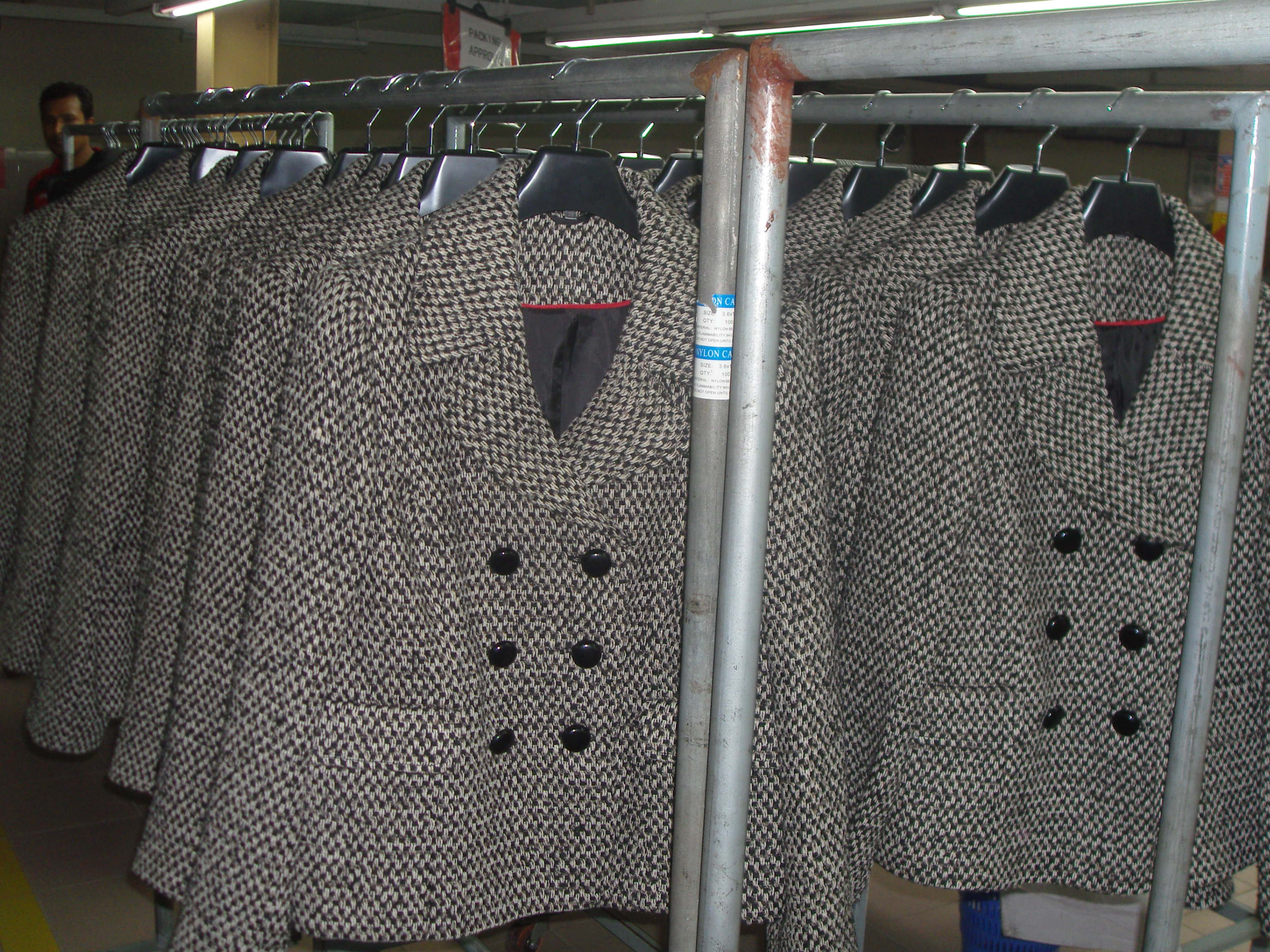
色柄物のブレザー
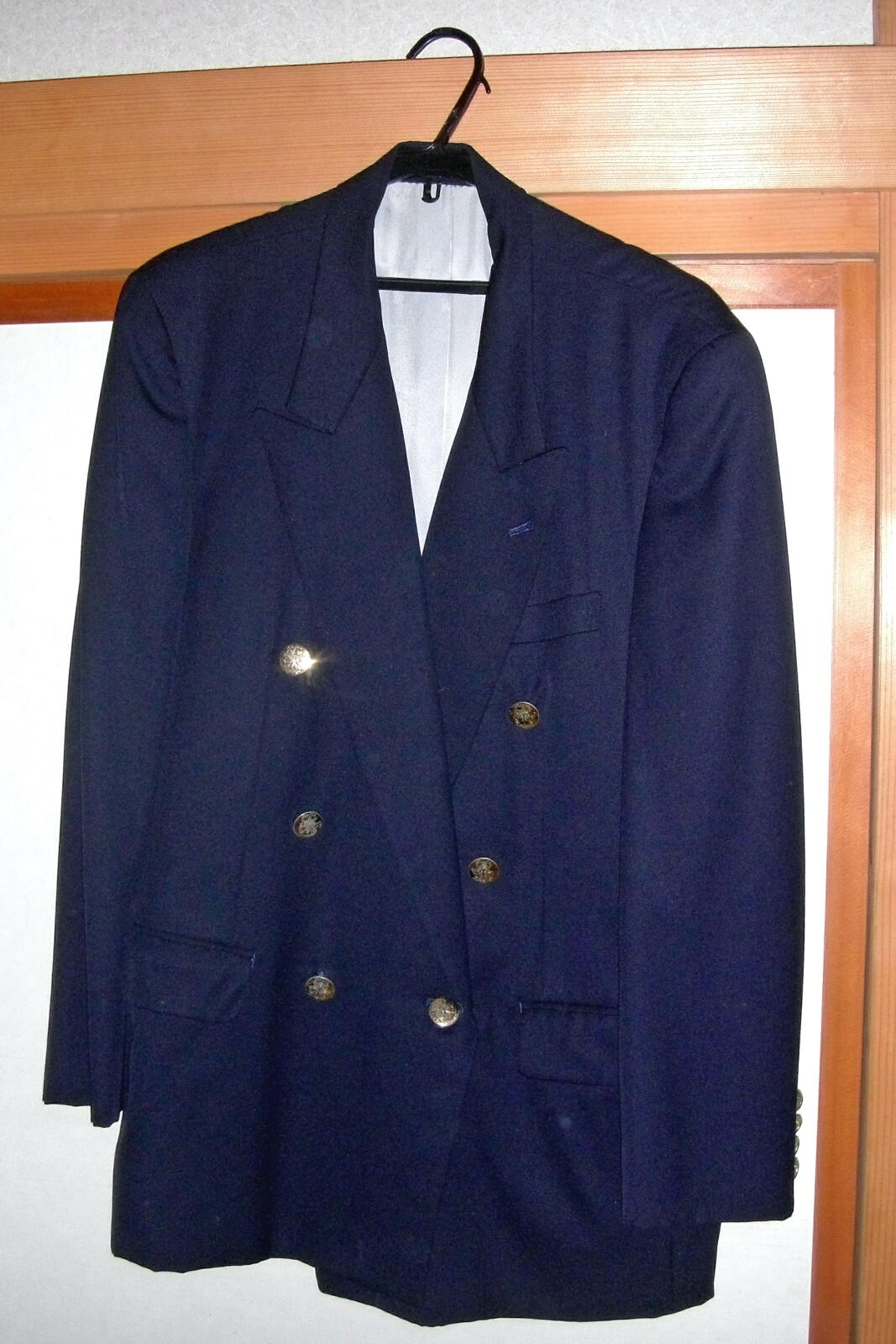
ダブルの6ボタンブレザー
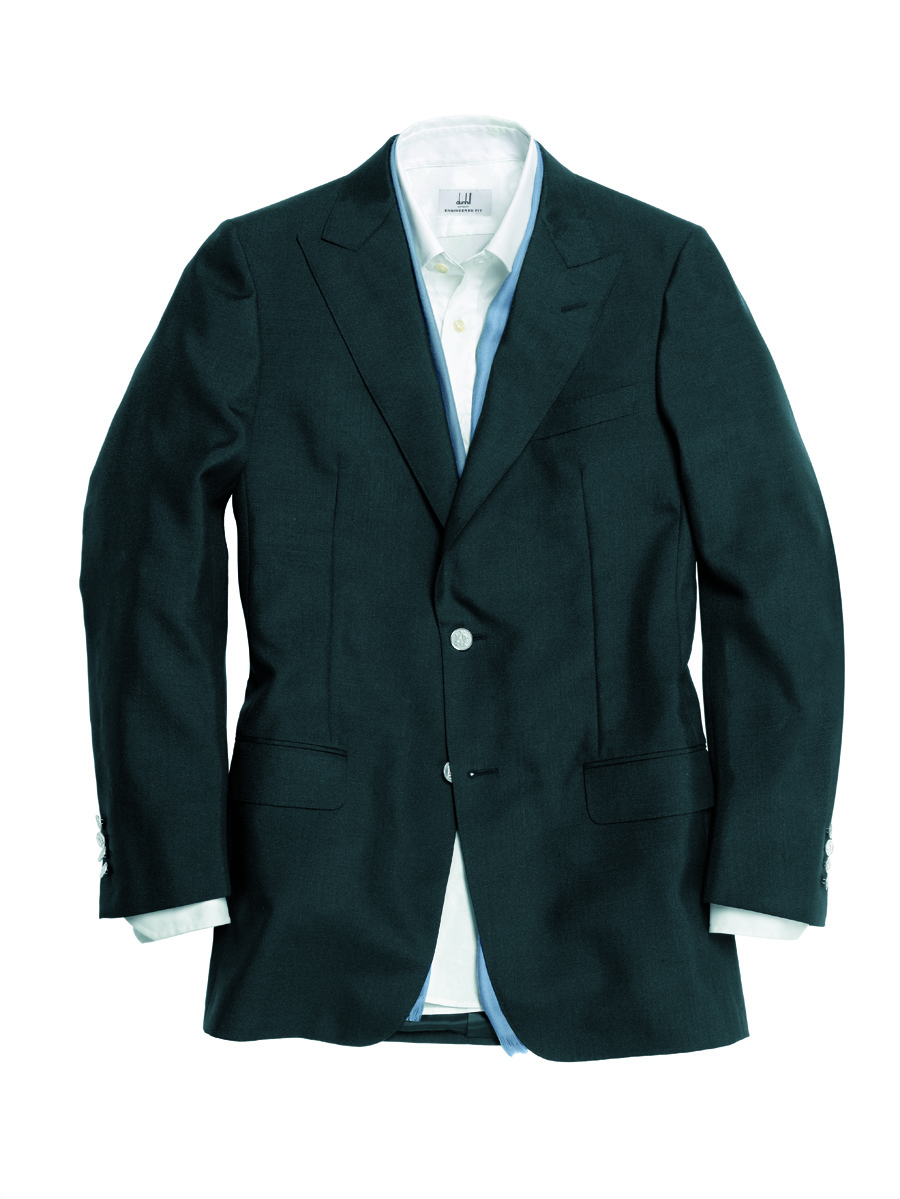